# 国家安全会議
国家安全会議（こっかあんぜんかいぎ、國家安全會議）は、中華民国（台湾）の安全保障政策を決定する総統府直轄の機関。総統の側近中の側近が就くポストとされる。

## 概要
1966年の動員戡乱時期臨時条款の改正に伴い、翌1967年に「動員戡乱時期国家安全会議」として発足。1992年の中華民国憲法の改正（増修条文第9条第1項）により、1993年末に設置された。同時に設置された下部機関の国家安全局（National Security Bureau, R.O.C.）は、安全保障に関する情報収集や政策作成を行うことを任務とし、国防部軍事情報局、憲兵隊、海巡署、内政部警政署、法務部調査局などと連携している。
国家安全会議議長（主席）は中華民国総統が務める。他の会議メンバーは、副総統、行政院長、副院長、内政部長、外交部長、国防部長、財政部長、経済部長、大陸委員会主任、参謀総長、国家安全会議秘書長、国家安全局長である。
国家安全会議秘書長は、総統府秘書長と並んで総統の側近と位置づけられる。その下に、副秘書長と諮問委員（諮詢委員）が任命される。
現在の秘書長は顧立雄元金融監督管理委員会主任委員。

## 歴代秘書長
1. 黄少谷（1967年2月1日－1979年6月20日）
2. 沈昌煥（1979年6月20日－1984年5月28日）
3. 汪道淵（1984年5月28日－1986年6月18日）
4. 蔣緯国（1986年6月 - 1993年2月）
5. 施啓揚（1993年3月2日－1994年9月1日）
6. 丁懋時（1994年9月 - 1999年12月）
7. 殷宗文（1999年12月 - 2000年5月）
8. 荘銘耀（2000年5月 - 2001年8月）
9. 丁渝洲（2001年8月 - 2002年3月）
10. 邱義仁（2002年3月 - 2003年2月）
11. 康寧祥（2003年2月 - 2004年5月）
12. 邱義仁（2004年5月 - 2007年2月）
13. 陳唐山（2007年2月 - 2008年3月）
14. 陳忠信（2008年3月 - 2008年5月）（代理）
15. 蘇起（2008年5月 - 2010年2月）
16. 胡為真（2010年2月23日 - 2012年9月25日）
17. 袁健生（2012年9月26日－2014年3月24日）
18. 金溥聡：(2014年3月25日－2015年2月12日)
19. 高華柱：(2015年2月12日[2]－2016年5月20日)
20. 呉釗燮：(2016年5月20日[3]－2017年5月21日)
21. 厳徳発：(2017年5月22日－2018年2月26日)
22. 李大維 : (2018年2月26日－2020年5月20日)
23. 顧立雄 : (2020年5月20日[4]－2024年5月19日)
24. 呉釗燮：(2024年5月20日－現任)